# Nephi, Utah
Nephi, Utah (енгл. Nephi) град је у америчкој савезној држави Јута.

## Демографија
По попису из 2010. године број становника је 5.389, што је 656 (13,9%) становника више него 2000. године.
| Група             | 2000.         | 2010.         |
| Белци             | 4.536 (95,8%) | 5.074 (94,2%) |
| Афроамериканци    | 5 (0,1%)      | 21 (0,4%)     |
| Азијати           | 22 (0,5%)     | 13 (0,2%)     |
| Хиспаноамериканци | 116 (2,5%)    | 210 (3,9%)    |
| Укупно            | 4.733         | 5.389         |